# NGC 6114
NGC 6114 је спирална галаксија у сазвежђу Северна круна која се налази на NGC листи објеката дубоког неба.
Деклинација објекта је + 35° 10' 28" а ректасцензија 16h 18m 23,5s. Привидна величина (магнитуда) објекта NGC 6114 износи 14,4 а фотографска магнитуда 15,2. NGC 6114 је још познат и под ознакама MCG 6-36-19, CGCG 196-30, KUG 1616+352B, PGC 57784.